# Pieles Rojas de Mazatlán
El Pieles Rojas de Mazatlán, es un equipo de Fútbol americano de la ciudad de Mazatlán, Sinaloa, México. Con más de 35 años de existencia, es de los equipos fundadores del deporte del emparrillado en el puerto de Mazatlán. Ha obtenido múltiples campeonatos en diferentes categorías, tanto a nivel estatal como regional y sus jugadores han mantenido su actividad formando nuevos equipos y variantes de este deporte. A partir del 2021 se comienza a utilizar el nombre oficial de REDSKINS DE MAZATLÁN, para los diferentes torneos.

## Historia
Fundado en 1981, desde entonces ha formado generaciones de jugadores que hasta la fecha, siguen participando activamente en el emparrillado local y nacional, ya sea como jugadores o como entrenadores.
La falta de apoyos, hizo que durante varios años detuviera sus actividades, aunque sus jugadores siguieron activos creando nuevos equipos como Aztecas del COBAES y Huracanes de Mazatlán; y generando nuevas variantes de ese deporte en el puerto como el Tocho Bandera, que fueron integrantes de ese equipo, quienes crearon los primeros encuentros y torneos de esta variante del deporte del emparrillado en esa ciudad.
En el año 2012, el nombre de Pieles Rojas de Mazatlán, regresó a los emparrillados mazatlecos en la categoría Libre participando en la Asociación de Fútbol Americano de Sinaloa (AFAS) y como punta de lanza para lo que se espera que sea el despegar de las nuevas generaciones de la tribu.
La intención de quienes forman parte de la mesa directiva del club, es la de que a partir del 2013, comiencen nuevamente con las categorías infantiles, juveniles y femeniles para participar nuevamente en torneos estatales, regionales y nacionales.
En septiembre de 2016, se hace la entrega del campo "Sean Taylor" casa oficial del equipo conseguido con el apoyo de autoridades municipales, estatales y particulares que trabajaron en conjunto para su preparación. El campo cuenta con pasto sintético, gimnasio al aire libre y baños en su primera etapa.

## El Campo "Sean Taylor"
Tuvieron que pasar muchas cosas para que el Club contara con un espacio exclusivo. Todo comenzó cuando se le presenta el proyecto de Pieles Rojas al Lic. Paulino Joya, entonces director de la Dirección de Deportes en Mazatlán, quien después de analizar el proyecto, se dedicó a trabajar con Guillermo Báez en localizar un espacio en donde poder implementarlo. Se visitaron diversos espacios, sin embargo, ya no se pudo concretar la búsqueda debido a la salida de Joya de dicha dirección al acercarse las elecciones municipales.
Más adelante, ya con el cambio de gobierno, el proyecto se presentó a la Lic. Mónica Coppel, Directora del Instituto Municipal del Deporte de Mazatlán (IMDEM), quien por solicitud del Presidente Municipal Carlos Felton, también se comprometió a la búsqueda de un espacio, sin embargo, los pocos espacios disponibles hacían difícil la búsqueda, hasta que en una ocasión, coincidiendo en un evento con el Regidor Heriberto Resendiz, este se entera del proyecto y se ofrece a llevar a Báez a conocer un espacio que se acababa de rehabilitar, siendo este espacio el ubicado en la Calle Quebec del fraccionamiento Terranova. En ese mismo momento, ambos salieron a conocer el espacio con la intención de verificar si se podría adaptar a las necesidades del Club y se platica del proyecto con el representante de los colonos José Luis Olguín, que es quien a su vez, había gestionado la rehabilitación del espacio. 
Una vez presentado el proyecto y ante el visto bueno de Olguín, se procede a presentar el proyecto ante los colonos para su autorización y cumplido esto, se comienza a entrenar oficialmente en ese espacio. 
A partir de este momento y por propuesta e iniciativa de José Luis Olguín, se llega al acuerdo de buscar mejorar el espacio para hacerlo más funcional y de mejor presentación. El punto principal sería la instalación del pasto sintético, que se logró conseguir por gestiones de Olguín ante el Ing. Víctor Javier González del PIDS (Patronato Impulsor del Deporte en Sinaloa), quien además consiguió se autorizara una ampliación del empastado, ya que normalmente los espacios que se autorizaban eran de menor tamaño. Con el inicio de los trabajos del empastado, la Lic. Coppel apoyó a la organización facilitando las instalaciones del Deportivo de Real Pacífico para que los entrenamientos se realizaran en ese lugar temporalmente.
El proceso del empastado no fue sencillo, se tuvo que resolver varios problemas, siendo el más fuerte el daño que recibió la base justo antes de comenzar la instalación del pasto, debido a que una persona se metió en un vehículo, generando un daño que no se podía reparar y la única solución fue retirar y volver a montar la base, costo que corrió a cargo del mismo PIDS. Este evento, motivó a que el IMDEM apoyara con la instalación de un enrejado para proteger el espacio evitando que se metiera otro vehículo. Finalmente, con la base instalada nuevamente y con el enrejado instalado, se dio luz verde para la instalación del pasto, que incluyó que Báez, Olguín y algunos vecinos más como José Ramón Bañuelos, Miguel Rivera y José Ángel Beltrán  apoyaran en la descarga de los rollos de pasto, tarea que requirió el uso de una camioneta y cadenas, debido al tamaño y peso de estos.
Ya con los rollos resguardados en el campo, se comenzó la instalación del pasto sintético, no sin antes pasar por el diseño del rallado del campo y la elaboración de las plantillas para la numeración. Otro incidente que sucedió cuando ya se llevaba un buen avance en la instalación del pasto, fue el robo de un tramo de pasto ya instalado, tramo que apareció en un terreno cercano al campo.
Con el avance del empastado, surgen más ideas para mejorar el espacio y después de unas gestiones se consigue que por medio del ayuntamiento se instale un par de baños y un gimnasio al aire libre como parte de la primera etapa del proyecto. Una vez que se terminó la construcción de estos 3 elementos, se procedió a la entrega oficial del espacio en septiembre de 2016, con la presencia de las autoridades municipales, PIDS, colonos y por supuesto de la comunidad de muchas generaciones de Pieles Rojas de Mazatlán y de la comunidad del fútbol americano en general.
Se planea en una segunda etapa, la instalación de la iluminación completa del campo, así como la construcción de una bodega.

## Resultados
El equipo ha conseguido una gran cantidad de reconocimientos, algunos de ellos son:
- 1 Campeonato estatal, categoría juvenil contra Broncos de Culiacán en 1989
- 1 Campeonato regional, categoría pewee contra Panteras de Guadalajara en 1993,
- 1 Campeonato regional en 1993 contra Corceles de Guadalajara
- 7 Campeonatos de Tocho Bandera en los años 2007, 2008, 2009, 2015, 2018 (2) y 2019.
- 1 Campeonato regional, categoría Mayor contra Corceles de Guadalajara en 2013
- 1 Campeonato regional, categoría Intermedia contra Águilas de la UAS de Culiacán en 2014
- 1 Campeonato regional, categoría Master contra Elite de Culiacán en 2015
- 1 Campeonato regional, categoría Juvenil A contra Águilas Reales de Durango en 2016
- Bicampeones regionales, categoría Juvenil A contra Halcones de Durango en 2017
- Campeonato regional, categoría Juvenil A contra Toros de Navojoa en 2018 y subcampeones en categoría juvenil menor.
- Subcampeones en juvenil menor en 2019
- Campeones en cateogíras Juvenil menor e intermedia en 2021
- Campeones en categoría juvenil menor en 2022
- Campeones en categoría juvenil menor en 2023 (bicampeonato)

### Campeonatos 2023
Liga: LEXFA
Bicampeones en la categoría INTERMEDIA.
Personal de Coaches: Omar Ibarra y Rafael Enciso.
ROSTERS 
Otros:

### Campeonatos 2022
Liga: AFAS
Campeones en la categoría Juvenil Menor
Personal de Coaches: Omar Ibarra y Rafael Enciso.
ROSTERS 
Otros:

### Campeonatos 2021
Liga: LEXFA
Campeones en la categoría INTERMEDIA.
Campeones en la categoría JUVENIL MAYOR.
Personal de Coaches: Omar Ibarra y Rafael Enciso.
ROSTERS 
Otros:

### Campeonatos 2019
Otros:
Subcampeones Categoría Juvenil mayor

### Campeonato 2018
Liga: Juvenil A - AFAS
Regresando a participar en la categoría juvenil A organizada por la Asociación de Fútbol Americano de Sinaloa (AFAS), en donde participaron equipos de Sinaloa y Sonora, se logra llegar a la final ante el único equipo invicto del torneo. El partido se realizó en la Unidad Deportiva de la ciudad de Navojoa. El partido terminó con marcador de 21 a 14 y los jugadores más valiosos del partido fueron Omar Ibarra (ofensivo) y Gustavo Sánchez (defensivo).
Personal de Coaches: Omar Ibarra y Rafael Enciso.
ROSTERS 
1. 1 QB Omar Ibarra Orosco Mvp ofensivo
2. 13 Wr Gustavo Sanchez Urias Mvp defensivo

Otros:
Subcampeones Categoría Juvenil menor

### Campeonato 2017
Liga: Juvenil A - AFAD
El bicampeonato para la categoría juvenil A, en la liga organizada por la Asociación de Fútbol Americano de Durango (AFAD), se logra al enfrentar en la final al equipo de Halcones de Durango.
Personal de Coaches: Omar Ibarra, Rafael Enciso, Gilberto Bello y Guillermo Báez.

### Campeonato 2016
Liga: Juvenil A - AFAD
En 2016, se participa en la liga organizada por la Asociación de Fútbol Americano de Durango (AFAD), en donde se logra el campeonato al enfrentar en la final al equipo de Águilas Reales de Durango.
Personal de Coaches: Omar Ibarra, Rafael Enciso y Guillermo Báez.

### Campeonato 2015
Liga: Fútbol Americano Arena organizado por OSFAT
La liga que comenzó en el segundo semestre del año, contó con la participación de varios equipos de Culiacán y 2 equipos de la ciudad de Mazatlán (Halcones y Pieles Rojas). El torneo parecería que comenzaba con el pie izquierdo pues al iniciar el primer partido en la ciudad de Culiacán, solamente había 9 jugadores pues el resto tuvo un retraso que los hizo llegar a mediados del 1.er cuarto, sin embargo, el partido contra Guerreros Jaguar fue la comprobación de que el equipo iba bien preparado para buscar el campeonato, ya que ganaron con una amplia ventaja.
El resto de la temporada siguió con la misma tónica, pues solamente perdieron 1 partido en el rol regular y culminaron la temporada jugando en casa contra Elite de Culiacán, en donde el equipo local terminó llevándose el campeonato después de un partido muy reñido y en donde hasta la última jugada el equipo visitante tuvo la oportunidad de darle la vuelta al marcador.

### Campeonato 2014
Liga: Intermedia AFAS
Posteriormente a que la categoría Mayor lograra el campeonato, se abre la convocatoria para la categoría Intermedia de AFAS, en donde Pieles Rojas de Mazatlán vuelve a participar y logra conseguir el campeonato también en esta categoría. En esta ocasión participan en el torneo Águilas de la UAS de Culiacán, Linces de la UdeO Culiacán, Venados de la UPSIN Mazatlán y Pieles Rojas de Mazatlán.
La final se jugó en la ciudad de Culiacán, ya que en el rol regular las Águilas de la UAS vencieron a los jugadores de la tribu, pero en la final, las cosas serían diferentes. A pesar de que en el primer cuarto el equipo de la UAS ya se encontraba ganando 13 a cero. Los jugadores visitantes no cayeron en la desesperación, y manteniendo su estilo de juego, lograron dar la vuelta al marcador y quedarse con el campeonato con marcador final de 32 a 21.
Los integrantes de la categoría Intermedia 2014 fueron:
Alejandro Navarro, Alfonso Orozco, Alfredo Hernández, Alfredo Páez, Carlos Cardos, Efraín Delgado, Felipe Saiza, Félix Hernández, Fernando Castañeda, Giovany Hernández, Heriberto Rodríguez, Jan Sarabia, Javier Anguiano, Jesús Domínguez, Jesús Martínez, Jesús Olivas, Jorge Gómez, Josúe Heraldez, Manuel Lugo, Manuel Zatarain, Roberto Bandilla, Sergio Ramos, Vladimir Delgado, Walter Vonderwinkle y Ricardo Hernández.
Personal de Coaches: Moises Madrid Alvarado, Martín Guillermo Torres Noverola, Víctor Piña Alarcón y Guillermo Báez de la Mora

### Campeonato 2013
Liga: AFAS Mayor 
Después de varios años, el equipo regresa a participar en la categoría Mayor en octubre del 2013 en la liga AFAS, en la que participan equipos de Culiacán, Guadalajara, Puerto Vallarta y Pieles Rojas como único equipo representando al puerto de Mazatlán. El equipo demostró desde la primera jornada la gran calidad de sus jugadores y personal de coaches, logrando mantener el invicto hasta la última jornada del rol regular, en donde pierden por Forfit al no poder viajar a la ciudad de Puerto Vallarta por falta de recursos económicos. Aun así, mantienen el 1.er lugar del torneo, ganando con eso el derecho a jugar la final en el puerto de Mazatlán.
Los Pieles Rojas de Mazatlán se llevaron la victoria ante Corceles de Guadalajara con marcador de 36 a 0. El jugador más valioso fue el Qb Xavier Valles.
Los integrantes del equipo de la categoría Mayor 2013 fueron:
Carlos Alonso Cardos Gaxiola, Ricardo Hernández Llamas, Luis Fernando Castañeda, Cruz Alberto Alejandro Navarro Yescas, GIovany Santiago Hernández Felix, Ivan Rigoberto Leon Ramírez, Jesus Armando Domínguez Zúñiga, Paul Roberto Sánchez Garcia, Victor Rafael Juárez Murguia, Sergio Ernesto Sánchez Ibarra, Jose Alfredo Hernández García, Felix Arnulfo Hernández Gallardo, Javier Anguiano Canizalez, Daniel Maximiliano Perez Valencia, Luis Manuel Lugo Becerra, Luis Antonio Tostado Leal, Alfredo Paez Ramírez, Javier Alfonso Orozco Garcia, Jorge Abraham Gómez Ontiveros, José Manuel Mena Ramírez, Felipe de Jesus Saiza Caballero, Cristhoper Noel Ortiz Ontiveros, Jose Rosario Castro Esqueda, Luis Ernesto Zatarain Quintero, Jesus Manuel Olivas Zavala, Xavier Saith Valles Camarena, Luis Alberto Mazariego Gutiérrez, Josue Ricardo García Domínguez, Alan Josue Campos Piñata, Heriberto Rodríguez Lizarraga, Carlos Rafael Tirado Osuna, Hector Erbei Aviles Nava, Jesus Manuel Perez Castillo, Joshua Ricardo Saucedo Arias, Luis Jacob Palomino Rodríguez, Roberto Bandilla Ulloa, Vladimir Guillermo Delgado, Carrillo Emmanuel Reyes Flores, Christian Jovani Ayon Mena
Personal de Coaches: Moises Madrid Alvarado, Martín Guillermo Torres Noverola, Víctor Piña Alarcón, Julio Villaseñor, Edgar Jair Báez de la Mora y Guillermo Báez de la Mora

## Tocho Bandera
Dentro de las actividades del club, se ha buscado mantener la actividad del tocho bandera pues permite que los jugadores se mantengan activos fuera de temporada e incluso para aquellos que ya no pueden practicar el fútbol americano equipado. El tocho bandera ayudó a mantener la actividad del equipo incluso durante el periodo en que no se participaba en los torneos de equipado y que poco a poco, mantuvo a muchos jugadores cerca de la organización y que fueran parte del renacimiento del equipo.
Se participó en varios torneos locales, en donde se obtuvo el campeonato en los torneos de los años 2007, 2008 y 2009 de manera consecutiva y el subcampeonato en 2010. Posteriormente a ese torneo, no se realizaron torneos locales sino hasta el año 2015 que se participó en un torneo relámpago en los campos de la Unidad Juárez en donde nuevamente lo logró el campeonato. En el 2018, se realiza la primera edición del Mazatlán FEST que se realiza con equipos femeniles de diversas ciudades como Durango, Culiacán y Mazatlán. El torneo se realiza en los campos de la liga Quintero Castañeda y el equipo femenil de Pieles Rojas, logra obtener el campeonato. Ese mismo año, durante el mes de agosto un nuevo torneo local varonil libre se realiza en Mazatlán con la participación de 8 equipos y se obtiene el campeonato nuevamente.
Para 2019, se realiza la 2.ª edición del Mazatlán FEST, con equipos de Chihuahua, Coahuila, Sinaloa, Jalisco y Nayarit, y ahora abarcando categorías femenil, varonil, mixto y family. Pieles Rojas participa en las categorías femenil, varonil y family. En la categoría femenil logran calificar a la ronda final, pero no se logró llegar a la final. Por el otro lado, en la categoría varonil, se logra el campeonato de la categoría Plata y en la categoría family se participa en modo de exhibición, siendo el primer año que se practica esta variante en donde pueden participar juntos, niños y papás.
A partir del año 2022 se reactivan los torneos locales de tocho bandera en los cuales el equipo participa de manera activa en las categorías varonil y femenil, obteniendo campeonatos en ambas ramas. Con el nacimiento de nuevos equipos, incluyendo algunos formados por jugadores de Pieles Rojas, aumenta el nivel deportivo de los torneos locales y comienzan a surgir nuevas potencias que hace más competitivo el torneo.
Para el 2024, se crea el primer torneo en Mazatlán exclusivamente para novatos, en donde Redskins participa con 1 equipo de varonil y 3 de la rama femenil. Además de que también se participó en el torneo de NFL FLAG FOOTBALL en la categoría infantil.

## Entrenadores a lo largo de su historia
Al ser una organización sin fines de lucro, los entrenadores del club realizan sus labores sin recibir ningún incentivo económico pues su principal interés es poder enseñar este deporte a niños y niñas de cualquier nivel social. Su tiempo es muy preciado y utilizan mucho de él en los campos de entrenamiento y juego, muchas veces otorgando a los niños del club un tiempo que normalmente utilizaría para su propia familia. Es por eso que también es importante agradecerles por todo lo que han hecho, algunos de ellos son:

### Entrenador Salvador Zárate
Liga: Fútbol Americano Arena organiza

### Entrenador José Alberto Carmona Morán
Comienza como jugador de Pieles Rojas a muy temprana edad, posteriormente se convierte en entrenador de categorías infantiles junto con el entrenador Memo Báez en los 90's. Posteriormente  a la inactividad del Club, se reintegra como entrenador de categorías de tocho infantil y de la master como entrenador ofensivo.

### Entrenador José Luis Camargo Santaolalla
Liga: Fútbol Americano Arena organiza

### Entrenador Moisés Madrid Alvarado
Comenzó en el deporte del americano como jugador del Politécnico. Como entrenador de Pieles Rojas, estuvo a cargo de la organización como único entrenador durante muchos años, aunque contando con el apoyo de algunos padres de familia, la responsabilidad recayó en él. Siempre se le ha reconocido como un entrenador serio y cumplido, siempre al pendiente del juego limpio y de respetar las reglas, enseñó a todos sus pupílos a practicar el deporte siguiendo la filosofía del compañerismo y deportivismo. Durante un tiempo, se aleja de Pieles Rojas para crear un nuevo equipo en el COBAES, en donde la primera temporada el equipo se llamó Pieles Rojas del COBAES, aunque posteriormente se renombró a Aztecas, en donde siguió cosechando grandes triunfos y campeonatos en ligas locales, estatales y regionales. Más adelante, regresa temporalmente del retiro para apoyar a los jugadores en el proyecto de categoría máster.

### Entrenador Guillermo Báez de la Mora
Comienza a practicar el deporte de las tacleadas en 1984 en la categoría ardilla. Poco tiempo después, al estar participando en categoría juvenil, comienza como entrenador de las categorías infantiles junto con el entrenador José Alberto Carmona para posteriormente hacer mancuerna con el entrenador Moisés Madrid como entrenador defensivo y manteniéndose trabajando juntos durante muchos años. Posteriormente, después del periodo de inactividad del club, retoma el nombre del equipo para realizar torneos de tocho bandera en donde se reactivan muchos jugadores que posteriormente regresarían a jugar equipado y darían un nuevo empuje al club. A partir del 2015 como Head Coach y presidente del club, ha buscado promover el crecimiento de la organización incluyendo categorías para niños y niñas desde los 6 años y categorías juveniles y libres tanto varonil como femenil. Para el 2019, ya cuenta con más de 30 años como entrenador y jugador.

### Entrenador Rafael Enciso
Se integra como entrenador durante la nueva etapa del club en el año 2015. Comienza apoyando en los entrenamientos generales y posteriormente se especializa como entrenador defensivo de las categorías juveniles haciendo mancuerna con el entrenador Omar Ibarra. Siempre formando defensivas sólidas y que han sido importantes durante los campeonatos conseguidos.

### Entrenador Omar Ibarra Ibarra
Con experiencia como entrenador de Troyanos de Mazatlán, se integra al proyecto de Pieles Rojas en el 2014, cuando la organización consigue el nuevo espacio que posteriormente se convirtió en el campo Sean Taylor. Participó como jugador en el seleccionado Rhinos de Mazatlán y se ha hecho cargo principalmente de las categorías juveniles y femeniles de la tribu. Participa activamente en los torneos de tocho bandera y con varios campeonatos en su haber, ha sido un elemento importante para la organización. 

### Entrenador Daniel Reyes Avendaño
Inicia la práctica de fútbol americano en 1993 como jugador en categorías infantiles de Pieles Rojas, continuando hasta categorías juveniles en donde participó con Aztecas del COBAES. En el 2017 se integra como entrenador de las categorías infantiles de Pieles Rojas durante la nueva etapa del club. Desde entonces y hasta la fecha, ha sido el entrenador encargado de trabajar con los niños más pequeños de la tribu.

### Entrenador Martín Guillermo Torres Noverola
Jugador de Pieles Rojas desde la categoría infantil, participa como entrenador de diferentes categorías logrando campeonatos tanto como entrenador como jugador. Se integra también como entrenador de las categorías infantiles en la nueva etapa del club.

### Entrenador Rene López
Se integra como entrenador durante la nueva etapa del club comenzando con las categorías infantiles y juvenil menor.

### Entrenador Carlos Anguiano Loya
Inició su trayectoria como jugador en Pieles Rojas desde las categorías infantiles. En la nueva etapa del club, se integra como entrenador de las categorías infantiles.

## Canto Piel Roja
El canto de los Pieles Rojas fue creado por Benjamín Rodríguez para pasar un rato agradable cuando en los entrenamientos tenían que correr durante varios minutos y durante muchos años se escuchó en los emparrillados. Cuando los jugadores de Pieles Rojas crearon a los ahora Aztecas del COBAES, modificaron el canto sustituyendo "Pieles Rojas" por "Aztecas".

Yo soy aquel que les platiqué,

Que fui a la NFL pero regresé,

porque yo quería jugar,

En los Pieles Rojas de Mazatlán.
Si un Piel Roja quieres ser,

varias cosas debes mostrar:

Muchas ganas de jugar,

Saber perder y saber ganar,

La última es la principal,

Tienes que aguantar al coach Moisés,

Aguantarlo a todas horas,

La carrilla que nos dé.
Si un Piel Roja quieren ver,

Aquí me tienen presente,

Yo no le temo a la suerte,

Lo que si temo es perder.
La condición que tenemos,

Con lucha la hemos logrado,

Puesto que hemos entrenado,

Para hacer un buen papel.
Una botella de vino,

Nos tienen prohibido ver,

Por eso cuando alguien toma,

Cierro los ojos muy bien.
A una porrista me le declaré,

Pero me negó su amor,

Porque yo soy un Piel Roja,

Y entrenar es mi pasión.
Ea ea ea,

Cuanta vieja fea,

Llevo a cada lado,

Junto a mis hombreras,

Ea ea ea,

Cuanta vieja fea,

Y si no nos quieren,

Pues que no nos vean.
Autor: Beibe 79

## Otras iniciativas
Durante el tiempo que el equipo se mantuvo inactivo, coaches y jugadores de Pieles Rojas crearon otros equipos como Aztecas del COBAES (equipo que en su primera temporada se llamó "Pieles Rojas del COBAES") en donde se obtuvieron varios campeonatos y que hasta la fecha sigue activo; Aztecas de Mazatlán, primer equipo de categoría libre en la ciudad y Huracanes de Mazatlán, equipo que finalmente cambia su nombre a Pieles Rojas de Mazatlán.
Resultados obtenidos en estas etapas:
| Año  | Resultado     | Liga             | Variante         | Nombre del Equipo     | Categoría |
| ---- | ------------- | ---------------- | ---------------- | --------------------- | --------- |
| 2008 | Campeonato    | AFAS             | Arena            | Aztecas de Mazatlán   | Libre     |
| 2008 | Campeonato    | Liga Vallartense | Fútbol Americano | Huracanes de Mazatlán | Libre     |
| 2009 | Campeonato    | AFAS             | Fútbol Americano | Huracanes de Mazatlán | Libre     |
| 2010 | Subcampeonato | AFAS             | Fútbol Americano | Huracanes de Mazatlán | Libre     |